# Richard Leach Maddox

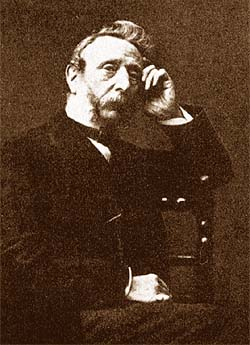
Richard Leach Maddox

Richard Leach Maddox (* 4. August 1816; † 11. Mai 1902) war ein englischer Arzt und Amateurfotograf, der in London lebte.
Im Jahre 1871 gelang Richard Leach Maddox die Entwicklung der fotografischen Trockenplatte mit einer Silberbromid-Gelatine-Schicht, die in der Empfindlichkeit der bis dahin gebräuchlichen Nassplatte entsprach. Der Fotograf konnte von nun an beliebig viele Trockenplatten herstellen und musste nicht mehr seine komplette Dunkelkammer mit sich führen. Die Platten konnten auch industriell vorgefertigt werden. Diese neue Technik leitete unter anderem den Aufschwung der Reisefotografie ein. Der durch diese Entwicklung ermöglichten Trennung von Aufnahme und Entwicklung ist es zu verdanken, dass die Fotografie etwas für jedermann wurde. Schließlich entwickelt nicht jeder seine Filme selbst.
Charles Bennet fand 1878 heraus, dass die Empfindlichkeit dieser Bromsilber-Gelatine-Trockenplatte gesteigert werden konnte, wenn die empfindliche Bromsilber-Gelatineschicht einige Zeit erwärmt wurde. Bennett konnte so Platten herstellen, die Belichtungszeiten von Bruchteilen einer Sekunde zuließen. Damit wurde das Nassplattenverfahren endgültig verdrängt.
Ihm zu Ehren trägt seit 1960 der Maddox Peak seinen Namen, ein Berg in der Antarktis.
| Personendaten    | Personendaten                                    |
| ---------------- | ------------------------------------------------ |
| NAME             | Maddox, Richard Leach                            |
| KURZBESCHREIBUNG | englischer Arzt, Amateurfotograf und Fotopionier |
| GEBURTSDATUM     | 4. August 1816                                   |
| STERBEDATUM      | 11. Mai 1902                                     |